# Oncopeltus sandarachatus
Oncopeltus sandarachatus är en insektsart som först beskrevs av Thomas Say 1832.  Oncopeltus sandarachatus ingår i släktet Oncopeltus och familjen fröskinnbaggar. Inga underarter finns listade i Catalogue of Life.